# Amore Mio
Amore Mio (estilizado como AMORE MIO) (em português:  Meu Amor) é o décimo terceiro álbum de estúdio da artista musical mexicana Thalía, lançado em 4 de novembro de 2014 pela Sony Music Latin nas edições Padrão e Deluxe. A edição de luxo é composto por 14 faixas, incluindo colaborações com rappers Fat Joe e Becky G.
O primeiro single do álbum foi "Por Lo Que Reste De Vida", uma balada romântica escrita por Ricky Montaner. Foi lançado em 9 de setembro de 2014 e obteve sucesso moderado no airplay. Thalía escolheu lançar dois singles simultaneamente em 20 de janeiro de 2015. O dueto com Becky G , "Como Tú No Hay Dos" foi lançado como single oficial dos Estados Unidos e no resto da América Latina, enquanto a música homônima "Amore Mio", escrito por Jose Luis Roma, foi anunciado como o segundo single oficial no México.
O álbum recebeu críticas positivas de críticos de música e fãs e alcançou a posição # 1 nas paradas de álbuns Top Latin e Latin Pop, publicadas pela Billboard. Também alcançou o 1º lugar no México, onde foi certificado como ouro.

## Antecedentes e composição
O álbum tem novas músicas intituladas "Tú y Yo" e "Olvídame", homônimas apenas nos títulos às presentes nos álbuns Thalía (2002) e El Sexto Sentido  (2005), respectivamente. O álbum inclui desde baladas românticas a canções dançantes e colaborações com compositores como Marcela de la Garza.

## Promoção

### Singles
"Por Lo Que Reste De Vida" foi lançado como primeiro single em 9 de setembro de 2014. O videoclipe da música foi lançado exclusivamente em 13 de outubro de 2014, pelo programa "Primer Impacto" da rede de televisão Univision. No dia seguinte, foi disponibilizado no canal oficial de Thalía pelo YouTube.
O segundo single paro os EUA do álbum é "Como Tú No Hay Dos", um dueto com Becky G. A canção foi enviada para o formato de rádio contemporânea espanhola e nos EUA em 20 de janeiro de 2015. No dia 9 de fevereiro de 2015, a cantora viajou para Nova York para gravar o vídeo da canção. Thalia performou a canção junto com Becky G na premiação Premios Lo Nuestro em 19 de fevereiro de 2015 e em 29 de março foi lançado o video oficial da canção pela conta VEVO de Thalia
No território mexicano, a canção homônima do álbum ("Amore Mio") foi anunciado oficialmente pela Sony Music como o segundo single do  álbum. A canção estreou no gráfico airplay geral do México, ganhando ainda mais fama do que o primeiro single do álbum e chegando a #1. No gráfico pop, publicada pelo Monitor Latino, a canção alcançou a posição #3. De acordo com a revista Billboard, o single Amore Mio chegou ao primeiro lugar.
O quarto single geral do álbum foi Solo Parecia Amor. A canção chegou a posição #5 no México de acordo com a revista Billboard.

### Turnê
Thalía havia mencionado em muitas entrevistas que ela pretende continuar a apoiar e promover o álbum com uma turnê que coincidiria com a celebração do 25º aniversário da sua carreira como artista solo. Ela disse: "É algo grande e devemos celebrá-lo como ele merece, espero ter um  Amore Mio Tour  após as novas canções se tornarem mais familiares com o público".

## Recepção

### Resposta Crítica
O álbum foi elogiado pela maioria dos críticos de música e fãs também. Thom Jurek do Allmusic classificou o álbum com 3,5 de 5 estrelas, afirmando que "Amore Mio tenta equilibrar o orgânico e o sintético". Ele também elogiou as duas colaborações do álbum, "Tranquila" porque "apresenta vocais empilhados, quase com estilo flamenco e batidas de hip-hop como Fat Joe oferece suporte à equipe gritada", e "Como Tú No Hay Dos" por suas "guitarras acústicas dramáticas, acordeão e batidas de quatro no chão". Ele também mencionou que "a palavra falada que introduz "Tú Puedes Ser"
Judy Cantor-Navas do Rhapsody, também fez uma resenha favorável, mencionando que "a balada "Por Lo Que Reste De Vida" focaliza Thalia, começando com um arranjo de reposição com voz e piano com drama musical, seguindo a faixa rapidamente. a um clímax apaixonado e de banda completa".

## Lista de faixas
| Edição Padrão  |                                                    | |                              |         |  |
| N.º            | Título                                             | Compositor(es) | Produtor(es)                 | Duração |  |
| 1.             | "Amore Mio"                                        | José Luis Roma | A. Ávila, Thalía, T. Mottola | 3:47    |  |
| 2.             | "Por Lo Que Reste De Vida"                         | Ricky Montaner | A. Ávila, Thalía, T. Mottola | 3:38    |  |
| 3.             | "Más"                                              | Thalía, Marcela de la Garza                                                                                            | A. Ávila, Thalía, T. Mottola | 3:52    |  |
| 4.             | "Cerveza en México"                                | Kenny Chesney (adaptação espanhola de Marcela de la Garza)                                                             | A. Ávila, Thalía, T. Mottola | 3:38    |  |
| 5.             | "Lo Más Bonito de Ti"                              | José Luis Roma, Armando Ávila                                                                                          | A. Ávila, Thalía, T. Mottola | 4:05    |  |
| 6.             | "Contigo Quiero Estar"                             | Marcus Lomax, Jordan Johnson, Clarence Coffee, Stefan Johnson, Michael Biancaniello (adaptação em espanhol por Thalía) | A. Ávila, Thalía, T. Mottola | 3:52    |  |
| 7.             | "Cómete Mi Boca"                                   | Thalía, Marcela de la Garza                                                                                            | A. Ávila, Thalía, T. Mottola | 3:23    |  |
| 8.             | "Tranquila" (com participação de Fat Joe)          | Thalía, Marcela de la Garza, Armando Ávila, Andrés Guardado (parte rap escrita por Joseph Antonio Cartagena)           | Armando Ávila                | 3:32    |  |
| 9.             | "Tú y Yo"                                          | Marcela de la Garza, Baltazar Hinojosa, Orlando Vitto                                                                  | A. Ávila, Thalía, T. Mottola | 3:48    |  |
| 10.            | "Como Tú No Hay Dos" (com participação de Becky G) | A. Matheus10, Andy Clay, Rassel Marcano                                                                                | Armando Ávila                | 4:12    |  |
| 11.            | "Sólo Parecía Amor"                                | José Luis Roma, Armando Ávila                                                                                          | A. Ávila, Thalía, T. Mottola | 4:27    |  |
| 12.            | "Olvídame"                                         | Carlos Macías | A. Ávila, Thalía, T. Mottola | 4:03    |  |
| Duração total: | Duração total:                                     | Duração total: | Duração total:               | 46:17   |  |

| Edição de luxe (faixas bônus) |                 |                             |                              |         |  |
| N.º                           | Título          | Compositor(es)              | Produtor(es)                 | Duração |  |
| 13.                           | "Tú Puedes Ser" | Thalía, José Luis Roma      | A. Ávila, Thalía, T. Mottola | 3:37    |  |
| 14.                           | "Gracias"       | Thalía, Marcela de la Garza | A. Ávila, Thalía, T. Mottola | 4:48    |  |
| Duração total:                | Duração total:  | Duração total:              | Duração total:               | 54:42   |  |

## Créditos
| - Armando Ávila - Arranjos, Composição - Michael Biancaniello - Composição - Kenny Chesney - Composição - Andy Clay - Composição - Clarence Coffee, Jr. - Composição - Marcela de la Garza - Adaptação, Composição - Fat Joe - Artista convidado - Paul Forat - A&R - Becky G - Artista em destaque - Andres "Chano" Guardado - Compositor | - Baltazar Hinojosa - Compositor - Jordan Johnson - Compositor - Stefan Johnson - Compositor - Marcus Lomax - Compositor - Carlos Macias - Compositor - Rassel Marcano - Compositor - Ricky Montaner - Compositor - José Luis Roma - Compositor - Thalía Sodi - Adaptação, Compositor - Thalía - Artista Primária - Orlando Vitto - Compositor |

## Desempenho nas tabelas musicais
| Chart (2014)               | Posição |
| -------------------------- | ------- |
| Billboard 200              | 173     |
| Billboard Latin Pop Albums | 1       |
| Billboard Top Latin Albums | 1       |
| Espanha (PROMUSICAE)       | 55      |
| México (AMPROFON)          | 1       |

| Chart (2005)                  | Posição |
| ----------------------------- | ------- |
| México (Mexican Albums Chart) | 51      |

## Vendas e certificações
| Região                                                                                 | Certificação | Vendas/distribuição |
| -------------------------------------------------------------------------------------- | ------------ | ------------------- |
| México (AMPROFON)                                                                      | Ouro         | 30,000^             |
| *vendas baseadas apenas na certificação ^distribuições baseadas apenas na certificação |              |                     |

## Histórico de lançamento
| País         | Data                    | Formato              | Gravadora        | Ref.                    |
| ------------ | ----------------------- | -------------------- | ---------------- | ----------------------- |
| Mundialmente | 4 de novembro de 2014   | Download digital     | Padrão, Deluxe   | Sony Music Latin        |
| EUA          | 17 de novembro de 2014  | CD, download digital | Standard, Deluxe | Sony Music Latin        |
| México       | 4 de novembro de 2014   | CD                   | Deluxe           | Sony Music Mexico       |
| Espanha      | 4 de novembro de 2014   | CD                   | Padrão           | Sony Music Spain        |
| Bélgica      | 4 de novembro de 2014   | CD                   | Padrão           | Sony Music Distribution |
| Hungria      | 11 de novembro de 2014  | CD                   | Deluxe           | Sony Music Distribution |
| Argentina    | 21 de novembro de 2014  | CD                   | Deluxe           | Sony Music Argentina    |
| Taiwan       | 2 de dezembro de 2014   | CD                   | Deluxe           | Sony Music Taiwan       |
| Grécia       | 5 de fevereiro de 2015  | CD                   | Padrão           | Feelgood Records        |
| Brasil       | 28 de fevereiro de 2015 | CD                   | Deluxe           | Sony Music Brasil       |